# Велики Купци
Велики Купци су насељено место града Крушевца у Расинском округу. Према попису из 2022. има 796 становника (према попису из 2011. било је 927 становника).
До 1965. ово насеље је било седиште Општине Велики Купци коју су чинила насељена места: Ћелије, Горњи Степош, Гркљане, Јабланица, Мајдево, Мали Купци, Наупаре (тада под званичним називом Наупара), Себечевац, Суваја, Шавране, Шогољ, Штитаре, Велики Купци и Витановац,. После укидања општине подручје бивше општине је у целини ушло у састав општине Крушевац.

## Демографија
У насељу Велики Купци живи 851 пунолетни становник, а просечна старост становништва износи 42,8 година (41,6 код мушкараца и 43,9 код жена). У насељу има 290 домаћинстава, а просечан број чланова по домаћинству је 3,57.
Ово насеље је великим делом насељено Србима (према попису из 2002. године).
|  |

| Демографија | Демографија | Демографија |
| Година      | Становника  | Становника  |
| ----------- | ----------- | ----------- |
| 1948.       | 1.091       |             |
| 1953.       | 1.147       |             |
| 1961.       | 1.175       |             |
| 1971.       | 1.167       |             |
| 1981.       | 1.171       |             |
| 1991.       | 1.177       | 1.134       |
| 2002.       | 1.035       | 1.078       |
| 2011.       | 927         |             |
| 2022.       | 796         |             |

| Етнички састав према попису из 2002.‍ | Етнички састав према попису из 2002.‍ | Етнички састав према попису из 2002.‍ | Етнички састав према попису из 2002.‍ | Етнички састав према попису из 2002.‍ |
| ------------------------------------ | ------------------------------------ | ------------------------------------ | ------------------------------------ | ------------------------------------ |
|                                      |                                      |                                      |                                      |                                      |
| Срби                                 | Срби                                 |                                      | 1.033                                | 99,80%                               |
| Хрвати                               | Хрвати                               |                                      | 1                                    | 0,09%                                |
| непознато                            | непознато                            |                                      | 1                                    | 0,09%                                |

| Година пописа     | 1948. | 1953. | 1961. | 1971. | 1981. | 1991. | 2002. |
| ----------------- | ----- | ----- | ----- | ----- | ----- | ----- | ----- |
| Број домаћинстава | 212   | 233   | 243   | 279   | 307   | 312   | 290   |

| Број чланова      | 1  | 2  | 3  | 4  | 5  | 6  | 7  | 8 | 9 | 10 и више | Просек |
| ----------------- | -- | -- | -- | -- | -- | -- | -- | - | - | --------- | ------ |
| Број домаћинстава | 48 | 60 | 47 | 42 | 35 | 38 | 11 | 7 | 0 | 2         | 3,57   |

| Пол    | Укупно | Неожењен/Неудата | Ожењен/Удата | Удовац/Удовица | Разведен/Разведена | Непознато |
| ------ | ------ | ---------------- | ------------ | -------------- | ------------------ | --------- |
| Мушки  | 435    | 109              | 287          | 28             | 11                 | 0         |
| Женски | 455    | 75               | 290          | 79             | 11                 | 0         |
| УКУПНО | 890    | 184              | 577          | 107            | 22                 | 0         |

| Пол    | Укупно                    | Пољопривреда, лов и шумарство | Рибарство                            | Вађење руде и камена | Прерађивачка индустрија       |
| ------ | ------------------------- | ----------------------------- | ------------------------------------ | -------------------- | ----------------------------- |
| Мушки  | 229                       | 65                            | 0                                    | 0                    | 99                            |
| Женски | 141                       | 48                            | 0                                    | 0                    | 35                            |
| УКУПНО | 370                       | 113                           | 0                                    | 0                    | 134                           |
| Пол    | Производња и снабдевање   | Грађевинарство                | Трговина                             | Хотели и ресторани   | Саобраћај, складиштење и везе |
| Мушки  | 6                         | 7                             | 10                                   | 1                    | 12                            |
| Женски | 0                         | 0                             | 11                                   | 4                    | 1                             |
| УКУПНО | 6                         | 7                             | 21                                   | 5                    | 13                            |
| Пол    | Финансијско посредовање   | Некретнине                    | Државна управа и одбрана             | Образовање           | Здравствени и социјални рад   |
| Мушки  | 0                         | 1                             | 3                                    | 5                    | 4                             |
| Женски | 1                         | 5                             | 3                                    | 10                   | 19                            |
| УКУПНО | 1                         | 6                             | 6                                    | 15                   | 23                            |
| Пол    | Остале услужне активности | Приватна домаћинства          | Екстериторијалне организације и тела | Непознато            | Непознато                     |
| Мушки  | 1                         | 0                             | 0                                    | 15                   | 15                            |
| Женски | 3                         | 0                             | 0                                    | 1                    | 1                             |
| УКУПНО | 4                         | 0                             | 0                                    | 16                   | 16                            |